# Gonomyia (Leiponeura) burgessi
Gonomyia (Leiponeura) burgessi is een tweevleugelige uit de familie steltmuggen (Limoniidae). De soort komt voor in het Nearctisch gebied.